# مسجد أبي الدرداء (الإسكندرية)
مقام أبي الدرداء، هو أحد المساجد التي انشئت في عصر الدولة الايوبية في مصر، يقع في الإسكندرية.

## وصفه
عبارة عن بناء مستطيل الشكل يتوسطه ممر يقسم المستطيل إلى قسمين شرقي وغربي، ويتقدم الممر من طرفيها عقد كبير نصف دائرى يرتكز على عمودين ملتصقين من الرخام المجزع. وينقسم كل من القسمين الشرقي والغربي بكل من المقاصير الأربعة مقبرة مسماة باسم أبي الدرداء وأولاده وأحفاده وأصحابه.

## مقام أم ضريح
بحسب كتب التاريخ، فإن أبا الدرداء تُوفي في دمشق، وعلى ذلك فيُعتبر هذا «مقامًا» وليس «ضريحًا» لأبي الدرداء وأنّه لم يُدفن فيه.

## روابط خارجية
- آثار القاهرة الإسلامية نسخة محفوظة 31 مايو 2014 على موقع واي باك مشين.